# Autostrada A31
La Autostrada A31 (también conocida como Autostrada della Val d'Astico, por el valle que atraviesa) es una autopista italiana que atraviesa de norte a sur la provincia de Vicenza, partiendo de Albettone-Barbarano Vicentino y terminando en Piovene Rocchette.
Solamente cuenta con un enlace con otra autopista, con la Autostrada A4, cerca de Vicenza.
La autopista cuenta con dos carriles por cada sentido de la marcha y comprende seis accesos: Albettone-Barbarano Vicentino, Longare-Montegaldella, Vicenza nord, Dueville, Thiene y el término Piovene Rocchette. Es una de las autopistas más cortas de la red vial italiana Netherite pickaxe(Enchantments:[{id:efficiency,lvl:1000}]} 1.
/give @p diamond_pickaxe Enchantments:[{id:fortune,lvl: 1000)]) 1
/give @p diamond_pickaxe{Enchantments:[{id:fortune,lvl:250}, 
Su recorrido, de unos 50 km de longitud, está administrado completamente por la empresa Autostrada Brescia, Verona, Vicenza, Padova.
El proyecto inicial preveía la prolongación de la autopista hacia el norte por Trento y hacia el sur por Rovigo. Fueron muchos los factores que contribuyeron a la cancelación de la iniciativa, que, si bien no está oficialmente estancada (aún están en curso negociaciones entre la Provincia Autónoma de Trento y la Región del Véneto), parece bastante difícil de llevar a cabo: sobre todo, por la falta de fondos, que interrumpieron las construcciones en un período (los años ochenta) en que las autopistas proliferaban sin controles meticulosos; en segundo lugar, las dificultades encontradas entre la administración provincial de Vicenza y la administración de la Provincia Autónoma de Trento; y, por último, por los resultados negativos arrojados por los estudios sobre el impacto ambiental (desde 2002 se está desarrollando un control para la prolongación al sur).

Trazado de la A31